# Sokndals kommun
Sokndals kommun (norska: Sokndal kommune) är en kommun i landskapet Dalane i Rogaland fylke i sydöstra Norge. Kommunens centralort är tätorten Hauge.
På gården Årstad i kommunen påträffades 1855 runstenen Årstadstenen, som nu återfinns på Kulturhistorisk museum i Oslo.

## Administrativ historik
Sokndals kommun upprättades den 1 januari 1838 (som Soggendal formannskapsdistrikt) när Formannskapslovene från 1837 trädde i kraft. Kommunen omfattade då större delen av nuvarande Sokndals kommun samt mindre områden i den sydöstra delen av nuvarande Eigersunds kommun.
1845 bröts Sogndals kommun ut ur kommunen som då minskade från 3 167 invånare före delningen till 2 819 invånare efter.
Den 12 december 1868, genom kunglig resolution, överfördes ett bebott område (med 41 invånare) från Sokndals kommun till Eigersunds kommun.
Den 1 juli 1944 gick Sogndals kommun åter upp i Sokndals kommun. Kommunen ökade då från 2 417 invånare före sammanslagningen till 2 728 invånare efter.
1947 överfördes ett annat bebott område (med 7 invånare) från Sokndals kommun till Eigersunds kommun.
Den 1 januari 1967 överfördes ytterligare ett bebott område (gården Tjørn med 10 invånare) från Eigersunds kommun till Sokndals kommun.

## Museum
I orten Sogndalstrand ligger Fiskeri- og sjøfartsmuseet Sognvaldstrand, en del av Dalane Folkemuseum.
I Sokndals kommun planerar Dalane Folkemuseum ytterligare ett museum, vetenskapsmuseet Jøssingfjord Vitenmuseum i Helleren, om vilket en arkitekttävling hölls våren 2010. Vinnare blev förslaget Varde, på omkring 700 kvadratmeter, av de svenska arkitekterna Gustav Hultman och Erik Magnusson. Museet skall ligga med anknytning till Nedre Helleren Kraftstasjon och visa områdets hundraåriga gruvhistoria. Uppförandet pågår (2021).

## Orter

### Tätorter
I Sokndals kommun finns en tätort:
- Hauge (centralort)

### Andra orter
- Jøssingfjord
- Mydland
- Rekefjord
- Sogndalstrand
- Åna-Sira

## Socknar
Inom Norska kyrkan motsvaras Sokndals kommun av Sokndals socken i Dalane prosteri i Stavangers stift.

## Bilder

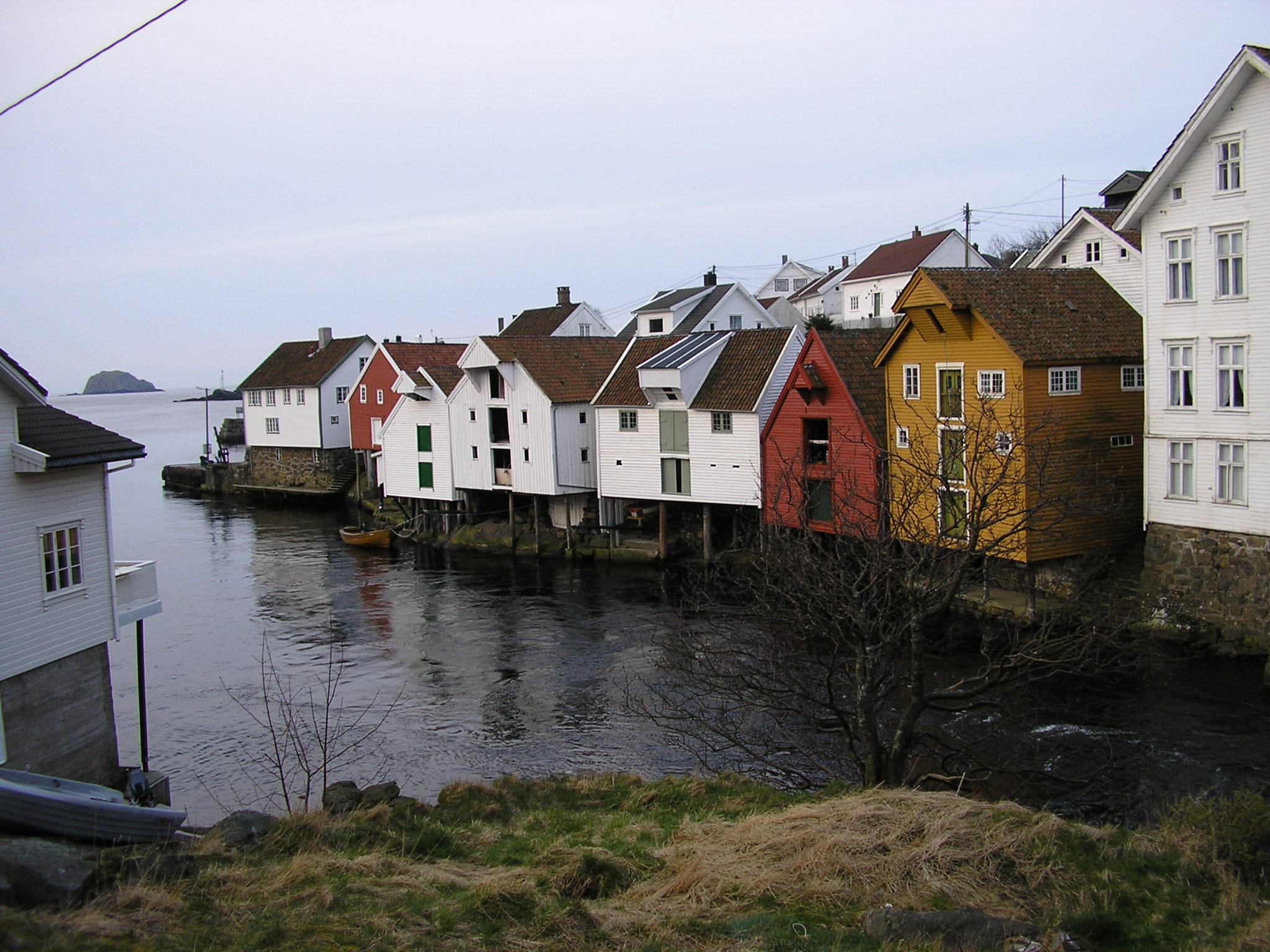
Sogndalstrand.
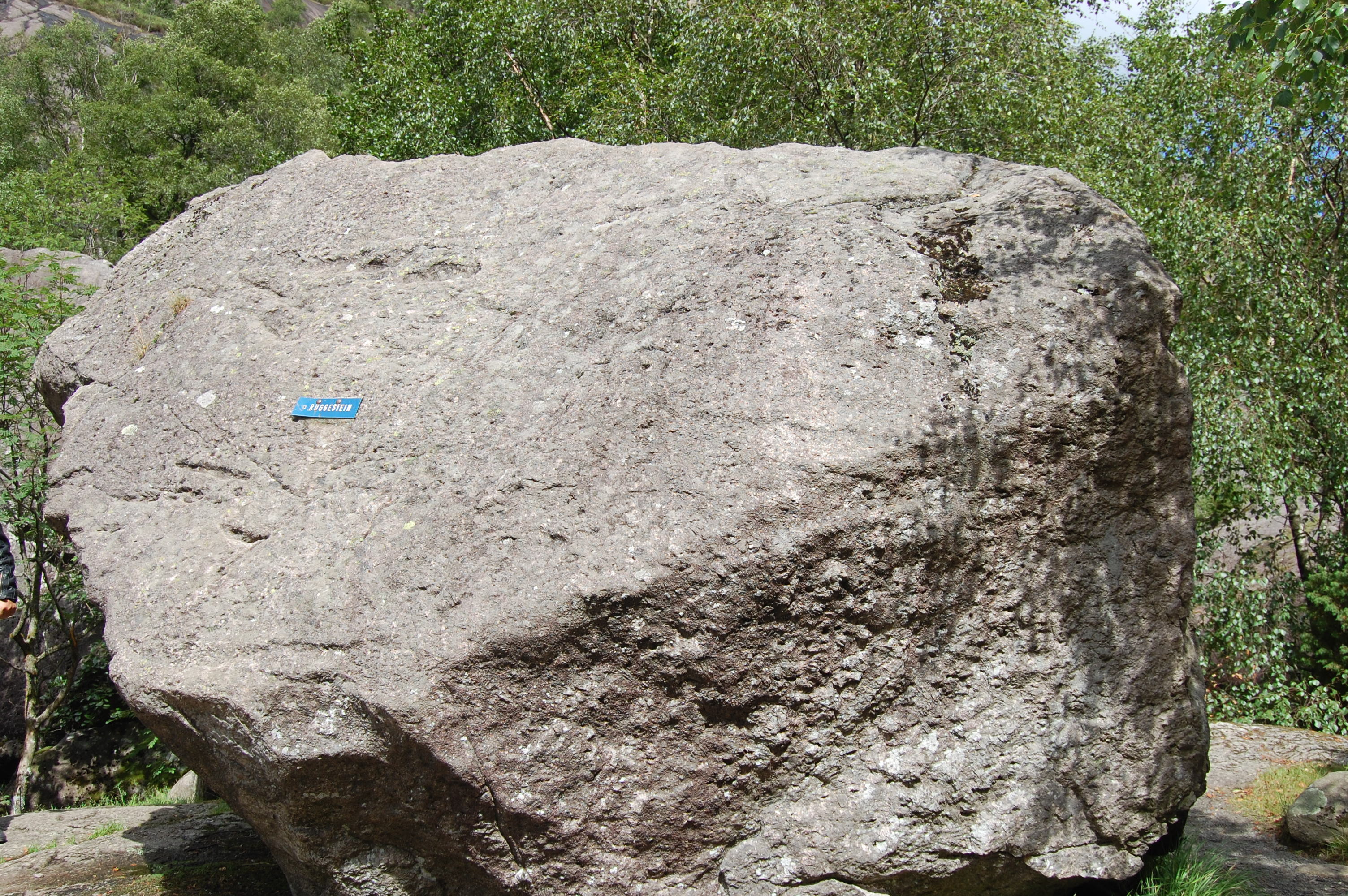
Ruggesteinen i Sokndal.